# Nicéforo Xífias
Nicéforo Xífias (em grego: Νικηφόρος Ξιφίας; fl. c. 1000–1028) foi um comandante militar bizantino do século XI, ativo durante o reinado do imperador Basílio II Bulgaróctono (r. 976–1025). Ele desempenhou um papel distinto na conquista bizantina da Bulgária, capturando vários territórios e fortalezas inimigas, assim como foi instrumental na vitória bizantina decisiva na batalha de Clídio em 1014. Por seus feitos acabou sendo nomeado estratego de Filipópolis e ascendeu à posição de patrício por esta época.
Em 1022, devido ao fato de não ter sido convocado para acompanhar o imperador em sua campanha contra o Reino da Geórgia de Jorge I da Geórgia (r. 1014–1027), liderou, ao lado de Nicéforo Focas Baritráquelo, uma rebelião mal-sucedida contra Basílio II, e foi desgraçado, tonsurado e exilado para as Ilhas dos Príncipes. Ele é mencionado pela última vez em 1028, quando foi reconvocado do exílio por Romano III Argiro (r. 1028–1034) e retirou-se para o Mosteiro de Estúdio.

## Biografia

### Conquista da Bulgária

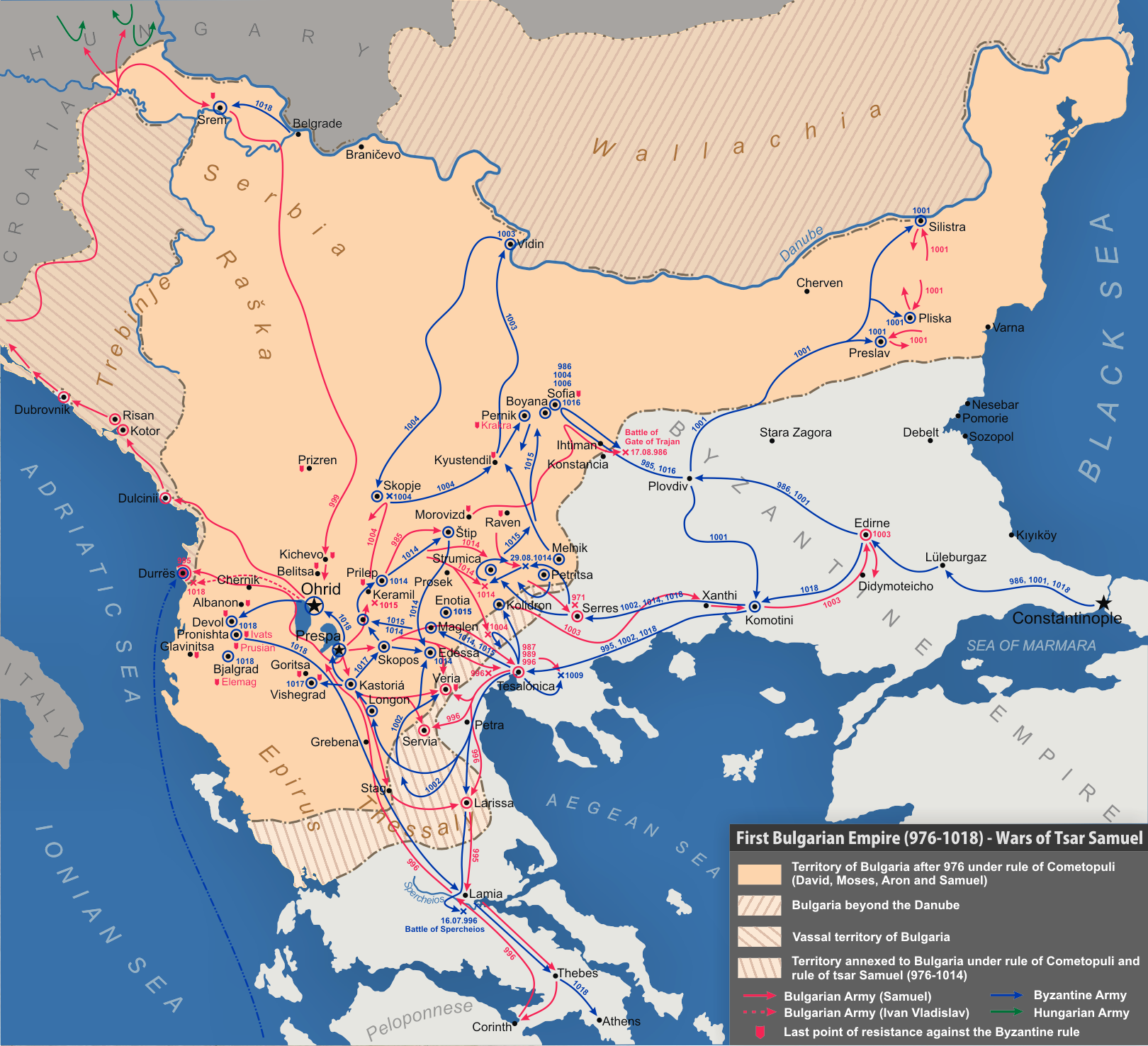
Mapa das guerras bizantino-búlgaras à época do imperador bizantino r. e o czar Samuel r.

Nicéforo Xífias nasceu provavelmente em algum momento em torno ou antes de 980, e foi muito provavelmente o filho de Aleixo Xífias, que serviu como catepano da Itália em 1006-1008. Poucos membros da família Xífias são conhecidos e sua origem é incerta, mas eles muito provavelmente vieram da Ásia Menor, como muitas outras famílias prestigiosas da aristocracia militar do período. Nicéforo aparece pela primeira vez nas guerras búlgaras do imperador bizantino Basílio II Bulgaróctono (r. 976–1025), em 999/1000, 1000/1 ou 1002, dependendo da fonte. Naquela época, era um protoespatário e junto com o patrício Teodorocano, comandou uma campanha a fundo em terras búlgaras. Partindo de Mosinópolis, os dois generais cruzaram os Bálcãs e capturaram as antigas capitais búlgaras de Plisca e Preslav, assim como Preslavets (lit. "Pequena Preslava"). Eles então saquearam Dobruja, deixando para trás guarnições e retornaram para sua base. É incerto se ele já era o governador militar (estratego) de Filipópolis naquele tempo, ou se foi nomeado para após a conclusão bem-sucedida da campanha, como João Escilitzes relata, quando Teodorocano, que é conhecido por ter anteriormente mantido o posto, retirou-se devido a sua idade avançada.
A próxima menção a Xífias ocorre em 1014, na batalha de Clídio, quando Basílio II estava tentando forçar o passo conhecido como Clídio ou Kiava Longos, que os búlgaros sob seu governante Samuel (r. 997–1014) tinham fortemente fortificado. Xífias, ainda estratego de Filipópolis, sugeriu ao imperador que contornasse as posições búlgaras e atacasse-as pela retaguarda. Após Basílio concordar, Xífias liderou um seleto destacamento de infantaria sobre a cordilheira de Belasica, e em 29 de julho de 1014, liderou suas tropas em um ataque sobre os confiantes búlgaros, que entraram em pânico e quebraram diante do ataque inesperado. Por este feito, que resultou em uma das mais decisivas vitórias na guerra em curso, ele foi recompensado com a promoção para a posição de patrício. No começo de 1015, Xífias, junto com Constantino Diógenes, capturou a região de Moglena, que tinha se rebelado contra a autoridade imperial. Próximo ao fim do mesmo ano, ele fez campanha de Mosinópolis para a região de Triadzitza (Sófia), arrasando seus arredores e capturando o forte de Boiana. Finalmente, no último ano da guerra búlgara, em 1018, começando por Castória, ele subjugou os últimos redutos búlgaros na região da Sérvia.

### Conspiração e exílio

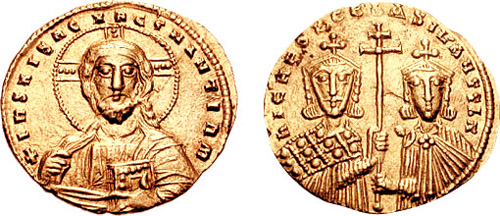
Histameno de r. e r.

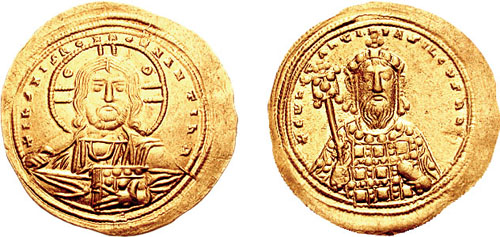
Histameno de Constantino VIII r.

Em 1021/1022, contudo, Xífias, agora sediado em Cesareia Mázaca como estratego do Tema da Anatólia, desentendeu-se com Basílio II, pois não pode acompanhá-lo em sua campanha contra o Reino da Geórgia. Xífias aliou-se contra o imperador com o magnata Nicéforo Focas Baritráquelo, cujo pai tinha se erguido em revolta nos primeiros anos do reinado de Basílio II. Os dois homens planejaram matar Basílio e então um deles o substituiria; quem seria o sucessor permanece inconclusivo, mas foi principalmente o nome de Focas e seus apoiantes que deram peso à conspiração. A conspiração foi aparentemente também conhecida e apoiada pelo rei Jorge I da Geórgia (r. 1014–1027), que assim esperava forçar Basílio a abandonar sua invasão.
Quando o imperador soube da conspiração, contudo, ele não retornou, e em vez disso enviou cartas aos dois generais rebeldes separadamente, almejando semear a discórdia entre eles. O plano de Basílio logo trouxe frutos, e por 15 de agosto de 1022, Xífias assassinou Focas. Os apoiantes do último desertaram, e a rebelião nascente colapsou. Xífias foi então forçado a render-se para o enviado imperial, Teofilacto Dalasseno, que tornou-se o novo estratego dos anatólios. Trazido para Constantinopla, Xífias foi tonsurado e banido para Antígona, uma das Ilhas dos Príncipes. Após seu retorno para a capital depois de sua expedição georgiana, Basílio II prendeu muito de seus co-conspiradores e confiscou suas propriedades. O patrício Ferses, o Ibério foi executado, enquanto dois camareiros imperiais também foram mortos: um pelas próprias mãos de Basílio, e o outro, que tinha tentado envenenar o imperador, foi lançado às feras.
Segundo o historiador contemporâneo Iáia de Antioquia, os conspiradores de 1022 foram libertados por Constantino VIII (r. 1025–1028) após a morte de Basílio II em 1025, mas Xífias permaneceu no exílio até 1028, quando o novo imperador, Romano III Argiro (r. 1028–1034), libertou-o. Xífias, contudo, estava à época muito velho e cansado, e logo retirou-se para o Mosteiro de Estúdio. Nada mais se sabe sobre ele.